# Нові Буди (Вишковський повіт)
Нові Буди (пол. Nowe Budy) — село в Польщі, у гміні Браньщик Вишковського повіту Мазовецького воєводства.
Населення — 326 осіб (2011).
У 1975-1998 роках село належало до Остроленцького воєводства.

## Демографія
Демографічна структура станом на 31 березня 2011 року:
|          | Загалом | Допрацездатний вік | Працездатний вік | Постпрацездатний вік |
| -------- | ------- | ------------------ | ---------------- | -------------------- |
| Чоловіки | 164     | 30                 | 109              | 25                   |
| Жінки    | 162     | 33                 | 85               | 44                   |
| Разом    | 326     | 63                 | 194              | 69                   |